# Viktor Sigl

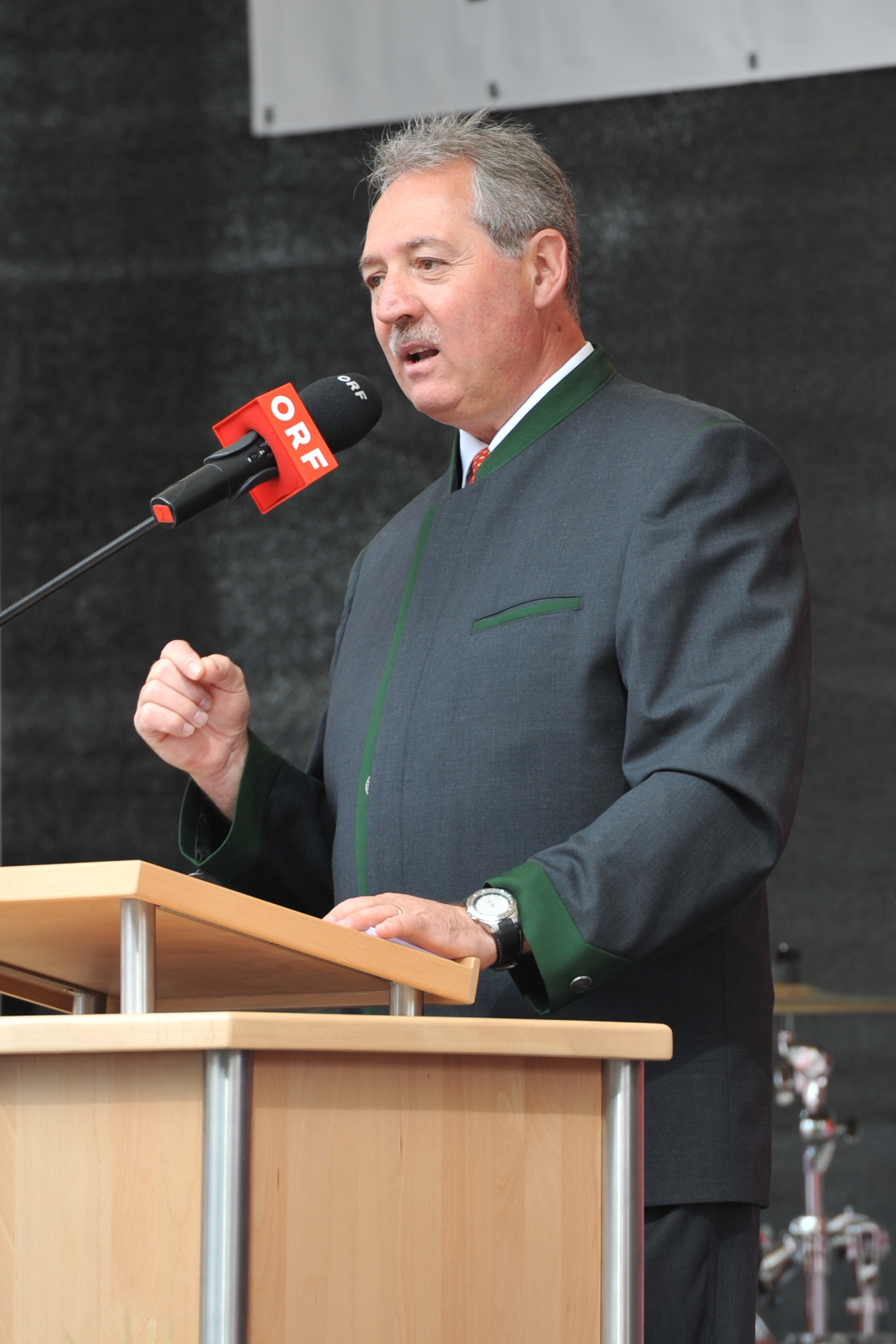
Viktor Sigl 2012

Viktor Sigl (* 20. Juni 1954 in Bad Kreuzen) ist ein österreichischer Politiker (ÖVP). Vom 23. April 2003 bis 18. April 2013 war er Landesrat in der oberösterreichischen Landesregierung und vom 18. April 2013 bis zum 29. Jänner 2020 war er Landtagspräsident von Oberösterreich.

## Leben
Sigl absolvierte eine Lehre als Einzelhandelskaufmann und legte die Konzessionsprüfung für das Reisebürogewerbe ab. 1977 übernahm er das elterliche Taxiunternehmen. Er ist verheiratet und Vater von drei Kindern, darunter der gleichnamige Finanzvorstand der KTM AG.

## Politik
Sigl war ab 1979 Obmann der Jungen Volkspartei in Bad Kreuzen und wurde dort im selben Jahr in den Gemeinderat gewählt. Von 1985 bis 2006 war er Bürgermeister von Bad Kreuzen.
Von Dezember 1990 bis Juli 2000 war Sigl Abgeordneter zum Oberösterreichischen Landtag. Danach wechselte er als Präsident und Finanzreferent zur Wirtschaftskammer Oberösterreich. Zudem war er von 2001 bis 2004 Obmann der Sozialversicherungsanstalt der gewerblichen Wirtschaft.
Am 23. Oktober 2003 wurde er Landesrat der oberösterreichischen Landesregierung. Seine Agenden umfassten ab 2009 Gewerbe, Raumordnung, Staatsbürgerschaft, Wahlen, Wirtschaft, Zivildienst und Sport. Die ab 2003 ebenfalls zu seinen Agenden zählenden Ressorts Bildung und Gesellschaft gab er 2009 an Doris Hummer ab. Am 21. Jänner 2013 gab der Landesparteivorstand der ÖVP Oberösterreich bekannt, dass Sigl dem scheidenden Landtagspräsidenten Friedrich Bernhofer nachfolgen werde. Der Wechsel erfolgte in der Landtagssitzung am 18. April 2013.
Neben seinen politischen Funktionen ist Sigl Aufsichtsratsmitglied in einigen Unternehmen, etwa in der Energie AG, bei der Oberösterreichischen Technologie- und Marketinggesellschaft und seit 2002 bei der Volkskreditbank, Linz.
Im November 2019 wurde bekannt, dass ihm in der Landtagssitzung am 30. Jänner 2020 Wolfgang Stanek als Landtagspräsident nachfolgen soll. Sigls Landtagsmandat übernahm Gertraud Scheiblberger. Seine letzte Landtagssitzung leitete er am 5. Dezember 2019.

## Auszeichnungen
- 2022: Großes Ehrenzeichen des Landes Oberösterreich[6]